# Atherigona hyalinipennis
Atherigona hyalinipennis är en tvåvingeart som beskrevs av Fritz Isidore van Emden 1959. Atherigona hyalinipennis ingår i släktet Atherigona och familjen husflugor. Inga underarter finns listade i Catalogue of Life.